# Aleksej Fedtjenko
Aleksej Pavlovitj Fedtjenko (ryska: Алексей Павлович Федченко), född 19 februari (gamla stilen: 7 februari) 1844 i Irkutsk, död 15 september (gamla stilen: 3 september) 1873 vid Mont Blanc, var en rysk upptäcktsresande och bergsbestigare.
Fedtjenko företog 1868-71 resor till Turkestans alpland, nedre Syr-Darja och Samarkand samt bereste 1871 Kokand, där han framträngde till trakter, som dittills aldrig setts av någon europé. Han måste dock återvända redan samma år och bosatte sig i Leipzig för att utarbeta sina reseanteckningar, vilka sedan utgavs på ryska regeringens bekostnad (tre band, 1873-82). Han omkom vid 29 års ålder under en bestigning av Mont Blanc.